# سرجیو بوشر
سرجیو بوشر (انگلیسی: Sergio Bucher؛ زادهٔ ۱۹۶۳) کارآفرین و مدیر ارشد اجرایی سوئیسی اسپانیایی است، که هم‌اکنون بعنوان مدیرعامل شرکت دبنهمس فعالیت می‌کند.